# Quebrada de Agua (Perú)
Quebrada de Agua es un caserío peruano ubicado en el distrito de Montero, perteneciente a la provincia de Ayabaca del departamento de Piura, al norte del Perú. 

## Ubicación
Quebrada de Agua se ubica al oeste de la provincia de Ayabaca, en el distrito de Montero, en el departamento de Piura.

## Demografía
En 2017 Quebrada de Agua tenía una población de 481 habitantes.
| Gráfica de evolución demográfica de Quebrada de Agua entre 1993 y 2017 |
|                                                                        |
| Fuentes: Población 1993 y 2017                                         |